# جان گورتون
جان گورتون (زاده ۹ سپتامبر ۱۹۱۱ – درگذشته ۱۹ مه ۲۰۰۲) سیاستمدار استرالیایی و نوزدهمین نخست وزیر استرالیا از ۱۰ ژانویه ۱۹۶۸ تا ۱۰ مارس ۱۹۷۱ بود.